# Frogs (chanson)
Pistes de Alice in Chains
Nothin' Song
(10) Over Now
(12)
Frogs est une chanson du groupe de rock américain Alice in Chains apparue sur leur troisième album studio Alice in Chains sorti le 7 novembre 1996. C'est la onzième piste de l'album, avec une durée de huit minutes et vingt secondes, il s'agit non seulement du plus long titre de l'album mais également de la discographie du groupe. L'auteur  de la chanson est le chanteur Layne Staley et la musique est composée conjointement par le guitariste Jerry Cantrell, le bassiste Mike Inez et le batteur Sean Kinney.
Plus tard, la chanson était sur l'album live Unplugged et sur l'album compilation Music Bank en 1999. 

## Paroles et musique
Les paroles de la chanson ont été écrites par Layne Staley, les paroles sont déprimantes et sombres, et parlent de la solitude d'un homme ne croyant plus en l'amitié (What does friend mean to you? A word so wrongfully abused). Il y a aussi des références à la toxicomanie. À une époque où l'album était en cours d'écriture, Staley était fortement dépendent à l'héroïne, énormément de paroles dans l'album y font référence explicitement. La musique a été composée conjointement par Jerry Cantrell, Mike Inez et Sean Kinney. La chanson Frogs est considérée comme l'une des compositions les plus techniques du groupe. Elle contient des changements de rythmes et de tempos et des échelles harmoniques particulières. Dans le livret qui accompagne l'album Music Bank, le guitariste Jerry Cantrell a commenté à propos de l'idée pour le titre de la chanson et les circonstances dans lesquelles elle a été créée :
« La démo de l'album a été enregistrée dans un endroit appelé Bear Creek. Il était situé sur un lac et il y avait un tas de grenouilles (Frogs) qui faisaient beaucoup de bruits, nous avons posé les micros à l'extérieur et a commencé à les enregistrer, cela nous a coûté 10 000 dollars par semaine. »
La chanson commence par une douce introduction en arpège à la guitare électrique. Après un certain temps, on peut entendre une guitare soliste et une guitare acoustique. Après le deuxième refrain, la chanson change de rythme. On entend un peu plus la guitare acoustique et la guitare électrique devient secondaire. 

## Composition du groupe pour l'enregistrement
Alice in Chains
- Layne Staley : chant, guitare rythmique, chœurs
- Jerry Cantrell : guitare rythmique, guitare solo, chant, chœurs
- Sean Kinney : batterie
- Mike Inez : guitare basse, chœurs

Production
- Enregistrement : de avril à août 1995 à Bad Animals studio, à Seattle
- Producteur : Toby Wright
- Mixage : Toby Wright au Electric Lady Studios, New York
- Mastering : Stephen Marcussen à Marcussen Mastering Studio, Hollywood
- Ingénieur du son : Tom Nellen
- Assistant ingénieur du son : Sam Hofstedt
- Direction artistique : Marie Maurer
- Conception : Doug Erb
- Gestion : Kelly Curtis, Susan Argent
- Arrangement : Jerry Cantrell, Mike Inez, Sean Kinney, Layne Staley
- Paroles : Layne Staley, Jerry Cantrell